# Kasteel van Leerdam
Het Kasteel van Leerdam (ook wel het t'Slot genoemd) was een stadskasteel gelegen binnen de vesting van Leerdam aan de Zuidwestkant van de stad. Het lag aan de rivieren de Linge, de Leede en de huidige Kerkstraat met Huisgracht. Het Hofje van Mevrouw Van Aerden ligt grotendeels op het voormalige kasteelterrein.

## Geschiedenis
Het kasteel werd vermoedelijk gebouwd door ene Pelgrim van de Lede. Na de dood van Jan II van der Lede in 1304, kwam het slot toe aan de heren van Arkel.
Tijdens de Arkelse Oorlogen (1401-1412) werd het slot gespaard maar diende het als bevoorradingspost voor de kastelen Hagestein en Everstein die wel onder vuur lagen. Nadat de oorlog voorbij was, kwam in 1425 heer Jan V van Arkel weer vrij uit de gevangenis en kreeg hij Leerdam met kasteel als enig bezit terug en overleed er in 1428.
Waarschijnlijk kreeg Willem IV van Egmont het bezit van Leerdam vanaf 1428 en zijn zoon Frederik van Egmont werd tijdens zijn bewind graaf van Leerdam.
In 1496 werd het kasteel deels verwoest door Gelderse krijgsmannen. In 1551 kwam het kasteel in handen van Willem van Oranje door middel van zijn huwelijk met Anna van Egmont die laatste telg uit het geslacht was. Tijdens de Tachtigjarige Oorlog werd het kasteel in 1574 grotendeels verwoest door de Spaanse troepen die bezit namen van Leerdam.
In 1770 werd begonnen met de bouw van het Hofje van Aerden. Anno 2007 waren er plannen om nader onderzoek te verrichten naar de funderingen van het kasteel.